# Cantons-de-l'Est

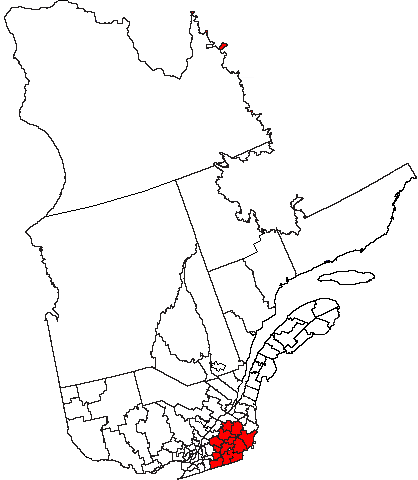
Cantons-de-l'Est o Eastern Townships

Los Cantons-de-l'Est (en inglés: Eastern Townships) corresponde a una región turística situada en el sureste de Quebec, entre el río San Lorenzo y la frontera estadounidense. Comprende la región administrativa de Estrie y los antiguos cantones de Arthabaska, Brome, Compton, Drummond, Frontenac, Mégantic, Missisquoi, Shefford, Stanstead y Wolfe. Las ciudades principales son Sherbrooke, Granby, Magog y Cowansville. 
Las ciudades de Drummondville, Victoriaville y Thetford Mines son parte de la región histórica pero no de la división turística. La región es conocida por sus colonias o campamentos de verano para niños del área de Montreal. 

## Toponimia
El nombre de Cantons-de-l'Est proviene originalmente del término inglés Township, que designa un tipo de colonización territorial en Canadá importado de Nueva Inglaterra durante el régimen británico.

## Historia

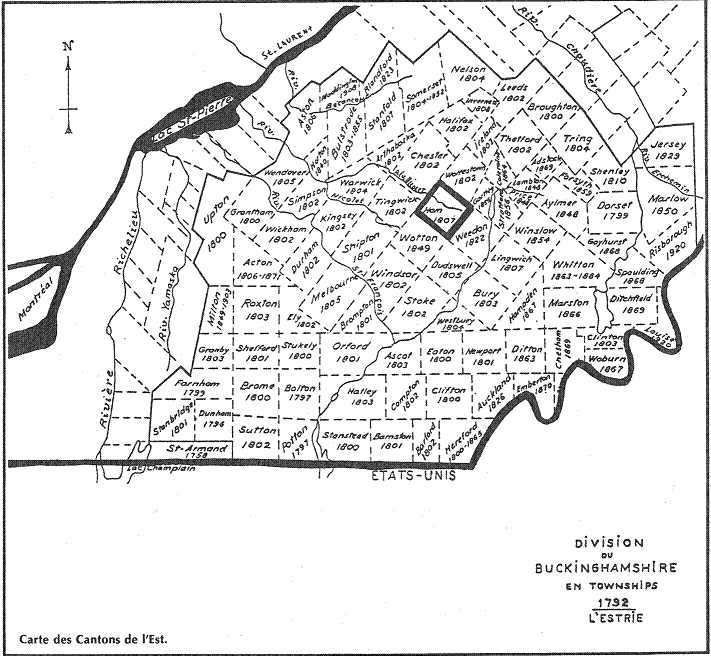
(1792) División del Condado de Buckingham en "Townships", nacimiento de los Cantons de l'Est.

Los primeros habitantes de la región fueron los Abenakis, dato proveniente de los diferentes nombres de ciudades, lagos y ríos de origen Abenaki. Esta tribu se alió con los franceses durante la Guerra de los Siete Años para luchar contra los británicos. 
La región perteneció a Nueva Francia hasta el Tratado de París de 1763 la cual pasó a manos británicas. Poco después de la Revolución estadounidense, unos pocos lealistas, que huyeron de la revolución para permancer leales a la Corona británica, se asentaron en lo que en aquella época eran llamados los Eastern Townships. La tierra estaba controlada por tres señores ingleses: el coronel Henry Caldwell compró lo que había sido el Seigneurie Foucault, que corría paralelo al río Richelieu y llegaba hasta la actual frontera internacional; el coronel Gabriel Christie era señor de Noyan; y Thomas Dunn era señor de Saint-Armand. Los primeros lealistas se asentaron cerca de la bahía Missisquoi. Un error común es pensar que hubo un gran flujo migratorio de lealistas hacia los Cantons-de-l'Est cuando en realidad el grueso de la inmigración desde Nueva Inglaterra se produjo a comienzos del siglo XIX, unos treinta años después de la independencia americana. La mayoría eran granjeros y agricultores en busca de nuevas tierras para cultivar, algo que los Cantons-de-l'Est tenían en abundancia. 
La población anglófona fue mayoritaria en los Cantons-de-l'Est hasta los años 70 del siglo XIX. Aunque la región es en la actualidad predominantemente francófona, la influencia de los lealistas y gentes llegadas de Nueva Inglaterra todavía es visible en la arquitectura de viejos edificios y nombres de varias ciudades.

## Personajes famosos
- Conrad Black
- Jean Charest
- Reginald Fessenden
- Louis Stephen St. Laurent
- Paul Martin
- Muriel Duckworth